# گلادیس پایل
گلادیس پایل (به انگلیسی: Gladys Pyle) سناتور سابق عضو حزب جمهوری‌خواه ایالات متحده آمریکا بود. وی در سال ۱۹۳۸ تا ۱۹۳۹ میلادی سناتور ایالت داکوتای جنوبی در سنای ایالات متحده آمریکا بود.